# Justicia lugoi
Justicia lugoi är en akantusväxtart som beskrevs av Wassh.. Justicia lugoi ingår i släktet Justicia och familjen akantusväxter. Inga underarter finns listade i Catalogue of Life.